# Weihnachtsnovene
Die neuntägige Weihnachtsnovene  – lat.: Novena Adventus Natalis Domini, im Italienischen auch als Novena del Bambin (Gesù) bekannt – vom 16. bis 24. Dezember ist eine adventliche Novene zur Vorbereitung auf das Weihnachtsfest, die Feier der Geburt Christi.

## Geschichte
In Rom ist 1618 eine Novene zur Vorbereitung auf das Weihnachtsfest bekannt, die aus der Lesung bzw. dem Gesang von Versen aus den Prophetenbüchern bestand. Vermutlich auf dieser Grundlage hat der Turiner Priester in Vinzentiner Carlo Antonio Vacchetta (1665–1747) die Form der Weihnachtsnovene zusammengestellt, die 1720 zum ersten Mal gesungen wurde und sich dann von Turin aus in ganz Italien und darüber hinaus verbreitet hat.

## Bestandteile
Das tägliche Gebet besteht aus dem Der Engel des Herrn oder im Rahmen der Vesper mehreren Psalmgesängen, ab dem 17. Dezember der sogenannten O-Antiphon des Tages, die vor dem Magnifikat gesungen wird, meist einer kurzen Schriftlesung sowie dem Tagesgebet und dem Segensgebet.

## Adventlicher Psalm
Der Ruf zum Invitatorium Den König, der da kommen soll, kommt lasset uns anbeten! (lat.: Regem venturum Dominum, venite, adoremus!) gehört zu verschiedenen alttestamentlichen Psalm- und Prophetenworten:
- Juble laut, Tochter Zion! Jauchze, Tochter Jerusalem! Sieh, dein König kommt zu dir. Er ist gerecht und hilft; er ist demütig und reitet auf einem Esel, auf einem Fohlen, dem Jungen einer Eselin. (Sach 9,9 EU) Das Volk, das im Dunkel lebt, sieht ein helles Licht; über denen, die im Land der Finsternis wohnen, strahlt ein Licht auf. (Jes 9,1 EU), An jenem Tag triefen die Berge von Wein, die Hügel fließen über von Milch und in allen Bächen Judas strömt Wasser. Eine Quelle entspringt im Haus des Herrn und tränkt das Schittim-Tal (Joel 4,18 EU); denn es erscheint der Lehrer (Jes 30,20 EU), der uns wieder aufbaut. (Jes 44,28 EU)
- Seine Herrschaft ist groß und der Friede hat kein Ende. Auf dem Thron Davids herrscht er über sein Reich; er festigt und stützt es durch Recht und Gerechtigkeit, jetzt und für alle Zeiten. (Jes 9,6 EU)
- Unser Schild gehört dem Herrn, unser König dem heiligen Gott Israels.  (Ps 89,19 EU), Er herrsche von Meer zu Meer, vom Strom bis an die Enden der Erde. (Ps 72,8 EU)
- Er ströme wie Regen herab auf die Felder, wie Regenschauer, die die Erde benetzen.  Die Gerechtigkeit blühe auf in seinen Tagen und großer Friede, bis der Mond nicht mehr da ist. (Ps 72,6-7 EU); Alle Könige müssen ihm huldigen, alle Völker ihm dienen. (Ps 72,11 EU)
- Denn uns ist ein Kind geboren, ein Sohn ist uns geschenkt. Die Herrschaft liegt auf seiner Schulter; man nennt ihn: Wunderbarer Ratgeber, Starker Gott, Vater in Ewigkeit, Fürst des Friedens. (Jes 9/5 EU)
- Aber du, Betlehem-Efrata, so klein unter den Gauen Judas, aus dir wird mir einer hervorgehen, der über Israel herrschen soll. Sein Ursprung liegt in ferner Vorzeit, in längst vergangenen Tagen (Mi 5,1 EU)
- (wird nur am 24. gesungen): Am morgigen Tag vergeht der Erde Sünde und herrschen wird über uns des Weltalls Heiland.

## Die O-Antiphonen

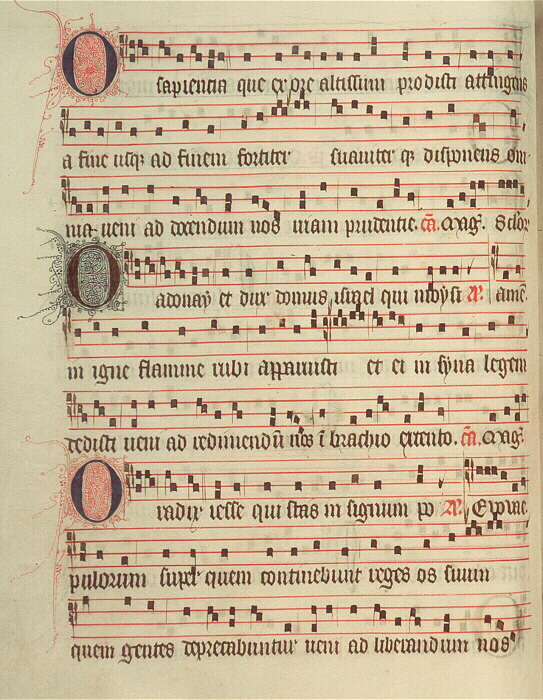
O-Antiphonen im Antiphonale von Poissy

- 17. Dezember: O Weisheit, hervorgegangen aus dem Munde des Höchsten. Die Welt umspannst du von einem Ende zum anderen, in Kraft und Milde ordnest du alles: o komm und offenbare uns den Weg der Weisheit und Einsicht!
- 18. Dezember: O Adonai, Herr und Führer des Hauses Israel. Im flammenden Dornbusch bist du dem Mose erschienen und hast ihm auf dem Berg das Gesetz gegeben: o komm und befreie uns mit deinem starken Arm!
- 19. Dezember: O  Sproß aus Isais Wurzel,  gesetzt zum Zeichen für die Völker. Vor dir verstummen die Herrscher der Erde, dich flehen an die Völker: o komm und errette uns, erhebe dich, säume nicht länger!
- 20. Dezember: O Schlüssel Davids, und Zepter des Hauses Israel. Du öffnest, und niemand kann schließen. Du schließest, und keine Macht vermag wieder zu öffnen: o komm und öffne den Kerker der Finsternis und die Fessel des Todes!
- 21. Dezember: O Morgenstern, Glanz des unversehrten Lichtes, der Gerechtigkeit strahlende Sonne: o komm und erleuchte, die da sitzen in Finsternis und im Schatten des Todes!
- 22. Dezember: O König aller Völker, ihre Erwartung und Sehnsucht; Schlußstein, der den Bau zusammenhält: o komm und errette den Menschen, den du aus Erde gebildet!
- 23. Dezember: O Immanuel, unser König und Lehrer, du Hoffnung und Heiland der Völker: o komm, eile und schaffe uns Hilfe, du unser Herr und unser Gott!.[3]